# Взрыв на шахте «Листвяжная» (2021)
Взрыв на шахте «Листвяжная» — техногенная катастрофа, произошедшая 25 ноября 2021 года на шахте «Листвяжная», принадлежащей компании АО ХК «СДС-Уголь» (Кемеровская область, Россия). В результате происшествия погиб 51 человек, 106 человек пострадали. Среди погибших — 5 спасателей, участвовавших в горноспасательных работах.

## Предыстория
«Листвяжная» — шахта, расположенная в Беловском городском округе Кемеровской области. Зарегистрирована в посёлке Грамотеино.
Название «Листвяжная» шахта приобрела в 2002 году. С 1956 года по 1972 год шахта носила название «Грамотеинская», а с 1972 по 2002 год — «Инская».
Производственная мощность шахты составляет 5,2 млн тонн угля в год. Выручка в 2020 году составила 9,4 млрд рублей, чистая прибыль — 836,7 млн рублей. На шахте работает более 1700 человек. Директором с февраля 2019 года является Сергей Махраков. Принадлежит АО ХК «СДС-Уголь», входящей в состав «Сибирского делового союза», руководитель Михаил Федяев. В феврале 2021 года Федяев выкупил у бывшего депутата Госдумы от партии «Единая Россия» Владимира Гридина акции ХК «СДС», завладев долей в 95 %. 5 % акций принадлежит неустановленному юрлицу.
До аварии в ноябре 2021 года в шахте произошли два крупных происшествия. 24 января 1981 года произошёл взрыв метана в аккумулирующем штреке, погибли 5 человек. 28 октября 2004 года — взрыв метановоздушной смеси, 13 человек погибло. После происшествия в 2004 году к условным срокам были приговорены девять инженерно-технических работников шахты.
В 2021 году в «Листвяжной» было проведено 127 проверок. Ростехнадзор сообщил о выявлении 914 нарушений. Девять раз шахта приостанавливала работу. Общая сумма штрафов составила свыше 4 млн рублей. Шахтёры утверждают, что руководство «Листвяжной» заклеивало датчики, скрывая таким образом реальный уровень концентрации метана.

## Хронология событий
25 ноября 2021 года в 08:23 по местному времени на глубине 250 метров в вентиляционном штреке № 823 произошёл взрыв. В это время под землёй находились 285 сотрудников шахты. Дым по вентиляции распространился по всей шахте. Самостоятельно на поверхность удалось подняться 236 горнякам. 40 из них потребовалась медицинская помощь, причём 5 человек госпитализированы в тяжёлом состоянии. Причина — отравление угарным газом.
В 09:08 в Сибирское управление Ростехнадзора поступил первый звонок с информацией о взрыве и задымлении в шахте.
Днём, в связи с превышением допустимой концентрации метана — 6 % и оксида углерода — более 0,25 %, спасательная операция была приостановлена.
Пропавшие 35 горняков признаны погибшими. Общее число погибших составило 52 человека (46 шахтёров и 6 спасателей). Однако 26 ноября в 14.52 по местному времени живым был найден один из пропавших спасателей — 51-летний Александр Заковряшин, помощник командира взвода. Спасатель самостоятельно выбрался из шахты. Его состояние врачи оценивают как средней степени тяжести.

## Спасательная операция и расследование

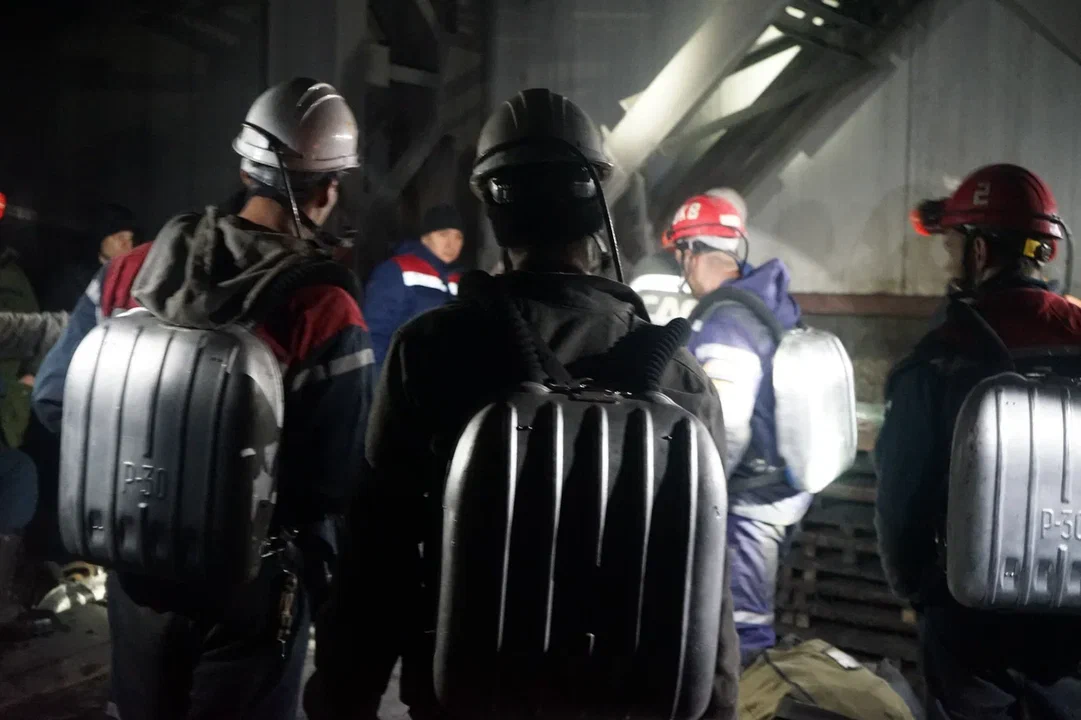
Работы по ликвидации последствий взрыва

На месте происшествия был создан оперативный штаб, который возглавил Сергей Цивилёв.

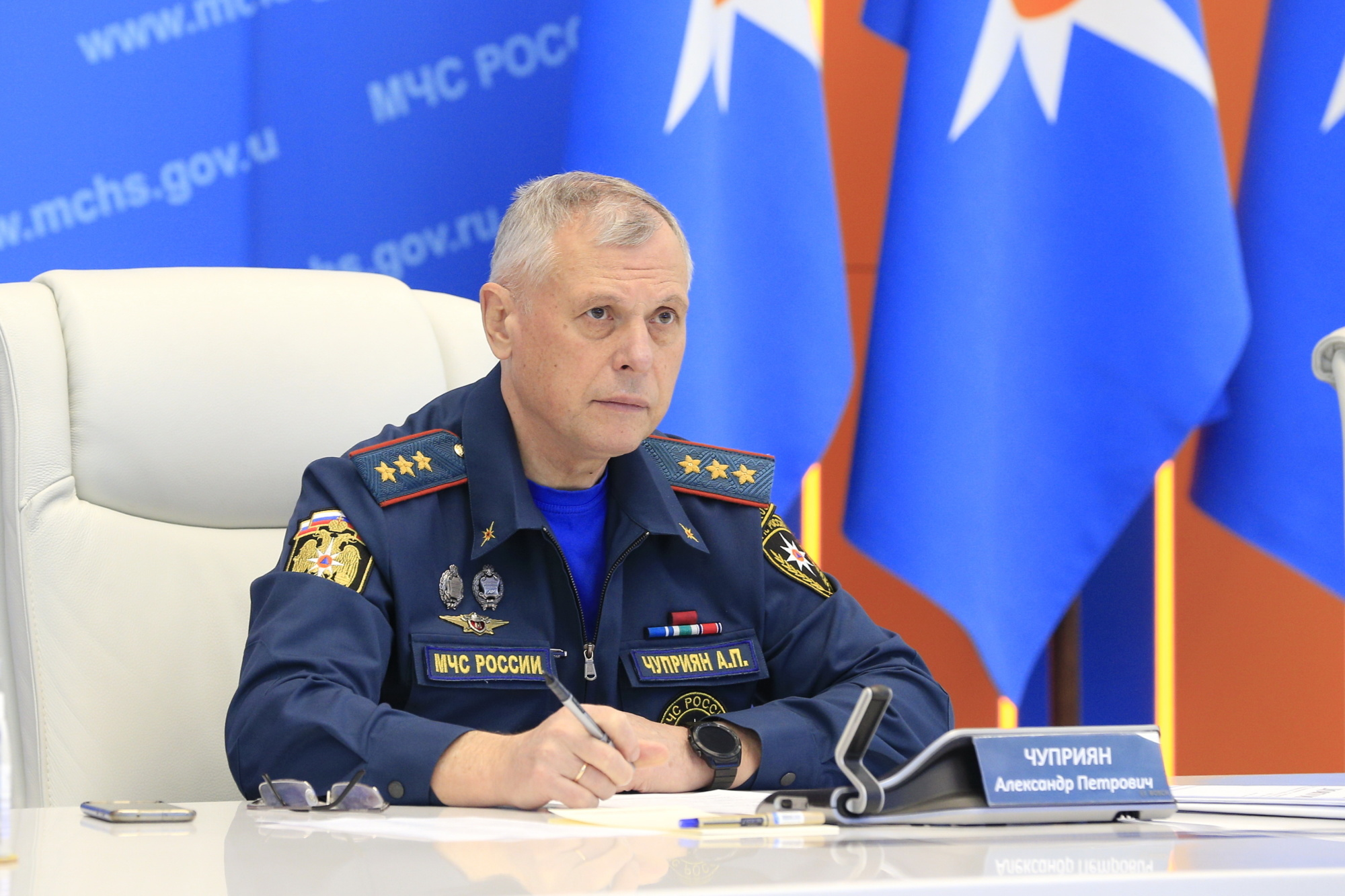
Александр Чуприян на экстренном заседании по поводу пожара в шахте

На место выехали заместитель главы Минздрава Олег Гриднев и глава Ростехнадзора Александр Трембицкий. Президент РФ Владимир Путин также поручил временно исполняющему обязанности главы МЧС России Александру Чуприяну вылететь на место.
Чуприян провёл экстренное заседание рабочей группы правительственной комиссии.
Председатель Следственного комитета России Александр Бастрыкин заявил, что было начато следствие. Александр Чуприян вылетел в Кемеровскую область. Как считает следствие, причиной аварии стал взрыв метано-воздушной смеси из-за искры. Задержали директора, первого заместителя, начальника участка. Им грозит лишение свободы до семи лет.
В ходе спасательной операции шахта будет заполнена азотом, что должно уменьшить риск взрывов.
27 ноября Центральный районный суд города Кемерово отправил директора шахты «Листвяжная» Сергея Махракова в СИЗО до 25 января 2022 года. Заместителя директора шахты «Листвяжная» Андрея Молоствова также арестовали на два месяца. Начальник участка шахты «Листвяжная» Сергей Герасименок арестован до 25 января. До 26 января 2022 года отправлены в СИЗО государственный инспектор Ростехнадзора Вячеслав Семыкин и инспектор Ростехнадзора Сергей Винокуров, которые составили акты о проверке вентиляционного штрека без проведения самой проверки. Махраков, Молоствов и Герасименок вину не признали.

## Осложнение работы СМИ

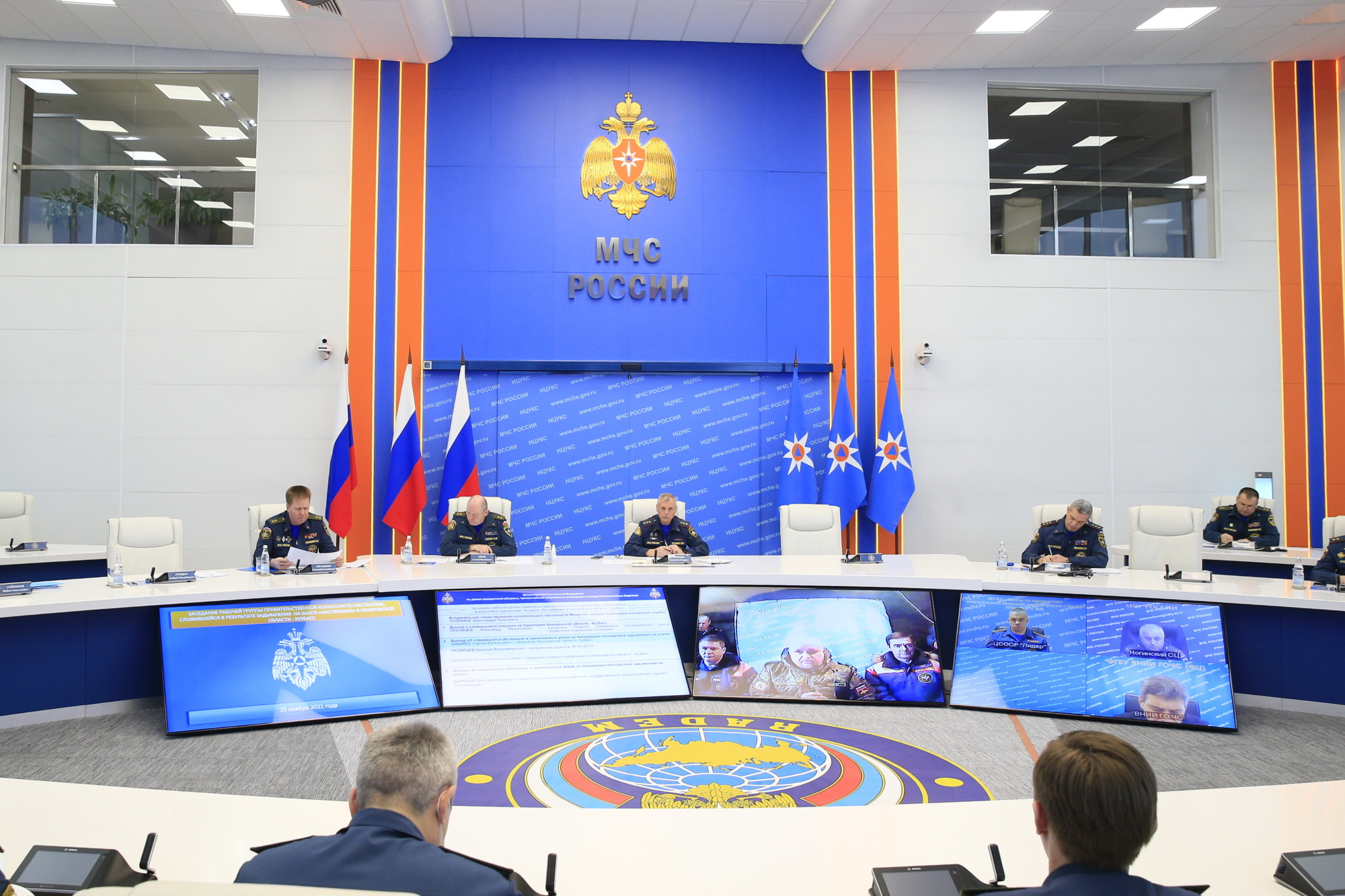
Экстренное заседание рабочей группы правительственной комиссии по происшествию в шахте «Листвяжная»

Журналисты, прибывшие для освещения событий, отмечали, что уже с первых часов, после публичного объявления о трагедии, столкнулись с рядом непривычных ограничений работы сотрудников СМИ. Сообщалось, что журналистам было отказано в регулярном общении с оперативным штабом, контролирующем спасательную операцию. Общение было ограничено в рамках «пресс-подходов», вопросы для которых должны были быть предварительно согласованы. Отмечалось, что местные власти препятствуют как доступу к месту трагедии, так и общению с родственниками пострадавших и погибших, так и с самими пострадавшими, находящимися в больнице, а также с сотрудниками МЧС, участвовавшими в спасательной операции.

## Реакция
- В связи с гибелью 51 человека в Кузбассе был объявлен трёхдневный траур (с 26 по 28 ноября)[39][40].
- Политические деятели России и мира, в том числе ряд глав государств и папа римский Франциск, выразили соболезнования в связи с трагедией[41][42][43][44][45].